# Brasil Open 2004 - Qualificazioni singolare
Le qualificazioni del singolare  del Brasil Open 2004 sono state un torneo di tennis preliminare per accedere alla fase finale della manifestazione. I vincitori dell'ultimo turno sono entrati di diritto nel tabellone principale. In caso di ritiro di uno o più giocatori aventi diritto a questi sono subentrati i lucky loser, ossia i giocatori che hanno perso nell'ultimo turno ma che avevano una classifica più alta rispetto agli altri partecipanti che avevano comunque perso nel turno finale.
Le qualificazioni del torneo Brasil Open 2004 prevedevano 32 partecipanti di cui 4 sono entrati nel tabellone principale.

## Teste di serie
1. Fernando Verdasco (Qualificato)
2. Iván Miranda (secondo turno)
3. Jean-René Lisnard (Qualificato)
4. Giovanni Lapentti (primo turno)

1. Olivier Patience (ultimo turno)
2. Franco Squillari (Qualificato)
3. Marc López (ultimo turno)
4. Vincenzo Santopadre (secondo turno)

## Qualificati
1. Fernando Verdasco
2. Juan Mónaco

1. Jean-René Lisnard
2. Franco Squillari

## Tabellone

### Legenda
| - Q = Qualificato - WC = Wild card - LL = Lucky loser | - ALT = Alternate - SE = Special Exempt - PR = Protected Ranking | - w/o = Walkover - r = Ritirato - d = Squalificato |

### Sezione 1
|  | Primo turno      | Primo turno       | Primo turno       | Primo turno | Primo turno |  |  | Secondo turno | Secondo turno     | Secondo turno    | Secondo turno    | Secondo turno    |    |   | Ultimo turno | Ultimo turno      | Ultimo turno      | Ultimo turno | Ultimo turno |  |
|  |                  |                   |                   |             |             |  |  |               |                   |                  |                  |                  |    |   |              |                   |                   |              |              |  |
|  | 1                | Fernando Verdasco | Fernando Verdasco | 6           | 6           |  |  |               |                   |                  |                  |                  |    |   |              |                   |                   |              |              |  |
|  |                  | Rodrigo Monte     | Rodrigo Monte     | 1           | 1           |  |  | 1             | Fernando Verdasco | 7                | 4                | 7                |    |   |              |                   |                   |              |              |  |
|  | Marcos Daniel    | Marcos Daniel     | Marcos Daniel     | 6           | 6           |  |  |               | Marcos Daniel     | 6(1)             | 6                | 64               |    |   |              |                   |                   |              |              |  |
|  | Alexandre Simoni | Alexandre Simoni  | Alexandre Simoni  | 4           | 3           |  |  |               |                   |                  |                  |                  |    |   | 1            | Fernando Verdasco | Fernando Verdasco | 7            | 6            |  |
|  | Bruno Soares     | Bruno Soares      | Bruno Soares      | 6           | 6           |  |  |               |                   | 5                | Olivier Patience | Olivier Patience | 64 | 1 |              |                   |                   |              |              |  |
|  | Pedro Campos     | Pedro Campos      | Pedro Campos      | 0           | 2           |  |  |               | Bruno Soares      | Bruno Soares     | 4                | 6(1)             |    |   |              |                   |                   |              |              |  |
|  | 5                | Olivier Patience  | Olivier Patience  | 6           | 7           |  |  | 5             | Olivier Patience  | Olivier Patience | 6                | 7                |    |   |              |                   |                   |              |              |  |
|  |                  | Leonardo Kirche   | Leonardo Kirche   | 4           | 68          |  |  |               |                   |                  |                  |                  |    |   |              |                   |                   |              |              |  |

### Sezione 2
|  | Primo turno        | Primo turno         | Primo turno         | Primo turno | Primo turno |  |  | Secondo turno | Secondo turno       | Secondo turno       | Secondo turno | Secondo turno |   |   | Ultimo turno  | Ultimo turno  | Ultimo turno | Ultimo turno | Ultimo turno |  |
|  |                    |                     |                     |             |             |  |  |               |                     |                     |               |               |   |   |               |               |              |              |              |  |
|  | 2                  | Iván Miranda        | Iván Miranda        | 6           | 6           |  |  |               |                     |                     |               |               |   |   |               |               |              |              |              |  |
|  |                    | Rodrigo Teixeira    | Rodrigo Teixeira    | 0           | 0           |  |  | 2             | Iván Miranda        | Iván Miranda        | 3             | 2             |   |   |               |               |              |              |              |  |
|  | Adrián García      | Adrián García       | Adrián García       | 3           | 1           |  |  |               | Adrián García       | Adrián García       | 6             | 6             |   |   |               |               |              |              |              |  |
|  | František Čermák   | František Čermák    | František Čermák    | 6           | 2r          |  |  |               |                     |                     |               |               |   |   | Adrián García | Adrián García | 2            | 6            | 4            |  |
|  | Juan Mónaco        | Juan Mónaco         | Juan Mónaco         | 6           | 6           |  |  |               |                     | Juan Mónaco         | Juan Mónaco   | 6             | 2 | 6 |               |               |              |              |              |  |
|  | Juan Antonio Marín | Juan Antonio Marín  | Juan Antonio Marín  | 4           | 3           |  |  |               | Juan Mónaco         | Juan Mónaco         | 6             | 6             |   |   |               |               |              |              |              |  |
|  | 8                  | Vincenzo Santopadre | Vincenzo Santopadre | 6           | 6           |  |  | 8             | Vincenzo Santopadre | Vincenzo Santopadre | 3             | 4             |   |   |               |               |              |              |              |  |
|  |                    | Mariano Delfino     | Mariano Delfino     | 3           | 2           |  |  |               |                     |                     |               |               |   |   |               |               |              |              |              |  |

### Sezione 3
|  | Primo turno               | Primo turno               | Primo turno               | Primo turno | Primo turno |  |  | Secondo turno | Secondo turno             | Secondo turno             | Secondo turno | Secondo turno |   |   | Ultimo turno | Ultimo turno      | Ultimo turno | Ultimo turno | Ultimo turno |  |
|  |                           |                           |                           |             |             |  |  |               |                           |                           |               |               |   |   |              |                   |              |              |              |  |
|  | 3                         | Jean-René Lisnard         | 1                         | 7           | 6           |  |  |               |                           |                           |               |               |   |   |              |                   |              |              |              |  |
|  |                           | Júlio Silva               | 6                         | 5           | 3           |  |  | 3             | Jean-René Lisnard         | Jean-René Lisnard         | 6             | 6             |   |   |              |                   |              |              |              |  |
|  | Francisco Fogues-Domenech | Francisco Fogues-Domenech | Francisco Fogues-Domenech | 6           | 6           |  |  |               | Francisco Fogues-Domenech | Francisco Fogues-Domenech | 3             | 4             |   |   |              |                   |              |              |              |  |
|  | Sergio Roitman            | Sergio Roitman            | Sergio Roitman            | 4           | 1           |  |  |               |                           |                           |               |               |   |   | 3            | Jean-René Lisnard | 1            | 6            | 6            |  |
|  | Oscar Serrano-Gamez       | Oscar Serrano-Gamez       | Oscar Serrano-Gamez       | 7           | 6           |  |  |               |                           | 7                         | Marc López    | 6             | 2 | 3 |              |                   |              |              |              |  |
|  | Francisco Costa           | Francisco Costa           | Francisco Costa           | 5           | 1           |  |  |               | Oscar Serrano-Gamez       | Oscar Serrano-Gamez       | 2             | 2             |   |   |              |                   |              |              |              |  |
|  | 7                         | Marc López                | Marc López                | 6           | 6           |  |  | 7             | Marc López                | Marc López                | 6             | 6             |   |   |              |                   |              |              |              |  |
|  |                           | Rafael Teixeira           | Rafael Teixeira           | 0           | 0           |  |  |               |                           |                           |               |               |   |   |              |                   |              |              |              |  |

### Sezione 4
|  | Primo turno       | Primo turno       | Primo turno       | Primo turno | Primo turno |  |  | Secondo turno     | Secondo turno     | Secondo turno     | Secondo turno    | Secondo turno    |   |   | Ultimo turno | Ultimo turno     | Ultimo turno     | Ultimo turno | Ultimo turno |  |
|  |                   |                   |                   |             |             |  |  |                   |                   |                   |                  |                  |   |   |              |                  |                  |              |              |  |
|  |                   | Alessio Di Mauro  | 3                 | 6           | 6           |  |  |                   |                   |                   |                  |                  |   |   |              |                  |                  |              |              |  |
|  | 4                 | Giovanni Lapentti | 6                 | 3           | 1           |  |  | Alessio Di Mauro  | Alessio Di Mauro  | Alessio Di Mauro  | 6                | 6                |   |   |              |                  |                  |              |              |  |
|  | Alexandre Bonatto | Alexandre Bonatto | 6                 | 6           | 6           |  |  | Alexandre Bonatto | Alexandre Bonatto | Alexandre Bonatto | 2                | 3                |   |   |              |                  |                  |              |              |  |
|  | Nicolas Coutelot  | Nicolas Coutelot  | 7                 | 3           | 4           |  |  |                   |                   |                   |                  |                  |   |   |              | Alessio Di Mauro | Alessio Di Mauro | 5            | 5            |  |
|  | Daniel Köllerer   | Daniel Köllerer   | Daniel Köllerer   | 6           | 6           |  |  |                   |                   | 6                 | Franco Squillari | Franco Squillari | 7 | 7 |              |                  |                  |              |              |  |
|  | Juan Pablo Guzmán | Juan Pablo Guzmán | Juan Pablo Guzmán | 1           | 4           |  |  |                   | Daniel Köllerer   | Daniel Köllerer   | 2                | 2                |   |   |              |                  |                  |              |              |  |
|  | 6                 | Franco Squillari  | Franco Squillari  | 6           | 6           |  |  | 6                 | Franco Squillari  | Franco Squillari  | 6                | 6                |   |   |              |                  |                  |              |              |  |
|  |                   | Marcelo Melo      | Marcelo Melo      | 2           | 2           |  |  |                   |                   |                   |                  |                  |   |   |              |                  |                  |              |              |  |